# Robert Vlach (spisovatel)
Robert Vlach (28. ledna 1917, Praha – 29. ledna 1966, Norman, Oklahoma, USA) byl český spisovatel a poúnorový exulant. Psal básně, humoristické povídky, eseje a články zabývající se literárním životem české emigrace.

## Život
Vystudoval Státní československé gymnázium v Londýnské ulici v Praze, maturoval roku 1936. Přihlásil se na Filozofickou fakultu Univerzity Karlovy, ale ke studiu nenastoupil a odjel do Francie, kde působil jako korespondent několika českých novin. V roce 1938 se do Prahy vrátil, ale Mnichov a vývoj tzv. druhé republiky k autoritářství ho přiměl v prosinci 1939 znovu odejít, opět do Francie. Připojil se jako dobrovolník k československé exilové armádě. Po dobytí Francie Němci neodešel jako většina jeho spolubojovníků do Británie, ale zůstal ve Francii pod falešnou identitou. Studoval polonistiku ve Štrasburku a později v Clermont-Ferrandu. Doktorát v tomto oboru získal roku 1943 na Univerzitě v Lyonu, kde poté i učil češtinu a literaturu. Po konci druhé světové války, v červenci 1946, se vrátil do Prahy. I ve vlasti pak působil jako učitel. V únoru 1948 přijal místo na Jagellonské univerzitě v Krakově. Na konci toho roku však z východního bloku emigroval do Švédska. Žil nějaký čas ve Stockholmu, živil se jako dělník. V roce 1953 založil český exilový literární měsíčník Sklizeň, kolem něhož se utvořilo jedno z nejvýznamnějších poúnorových exilových kulturních center. Vzešlo z něho i nakladatelství, s básnickou edicí Knižnice lyriky a beletristickou edicí Sklizeň svobodné tvorby, nebo instituce Česká kulturní rada v exilu. V roce 1955 začal učit češtinu na Univerzitě v Lundu, kde působil do roku 1958. Poté odešel do Spojených států amerických, kde získal místo na Univerzitě v Greensboro v Severní Karolíně. V roce 1959 přešel na Univerzitu v Normanu v Oklahomě, kde učil až do smrti. V Normanu též roku 1961 založil literární revue Books Abroad.

## Dílo
První básně publikoval v roce 1932 ve Studentském časopisu. Šířeji však začal publikovat až v exilu, v exilových časopisech jako byl pařížský Svobodný zítřek, Revue vydávaná v australském Brisbane, rotterdamská Modrá revue, chicagská Tribuna, newyorské Perspektivy a Proměny a samozřejmě časopisy, které založil. Během tzv. Pražského jara v roce 1968 publikoval jeden text v Československu, v časopise Host do domu.
Exil byl velkým tématem i jeho básní, zejména v prvních sbírkách Verše z exilu a Tu zemi krásnou. Forma byla klasická a hlásící se k romantismu, avšak v paralelní linii své tvorby (pod pseudonymem Jiří Kavka) autor tuto formu postupně opouštěl, začal užívat volného verše a i tematika byla jiná než v básních publikovaných pod svým jménem, spíše existenciální (Úlomky torsa). V závěru svého života tuto dvojkolejnost opustil a sjednotil oba styly do jednoho, pod původním jménem (Slova k hostu).
Krom básní psal také humoristické povídky, které dosti satiricky popisovaly poměry exilu (zejm. Zvolil jsem exil, Cizinec mezi námi a jiné humoresky). Ty podepisoval pseudonymem Alfa. Vydal též knihu pohádek (Veselé pohádky o psu Muďulovi).

### Poezie
- Verše z exilu (1950)
- Verše pro nikoho (1952)
- Tu zemi krásnou (1953)
- Úlomky torsa (1956)
- Princezna (1958)
- Plavba (1962)
- První sůl (1962)
- Pláč za Španělsko (1964)
- Slova k hostu (1964)
- Labyrint a jiné básně z pozůstalosti (1970)

### Próza
- Zvolil jsem exil (1954)
- Cizinec mezi námi a jiné humoresky (1956)
- Der Mann von Mond (1957)
- Mrtví chodí po světě (1958)
- Můj detektivní román a jiné humoresky (1958)
- Veselé pohádky o psu Muďulovi (1958)